# 我愛夜
《我愛夜》是許茹芸加入科藝百代後發行的首張也是唯一一張精選輯，於2003年12月26日發行。從許茹芸2001~2003年發行的專輯中挑選16首歌曲，再加上4首未發表的新歌，而成了這張專輯。

## 專輯文案
微醺  動情  浪漫  迷離

   關上門 點了燈 歡迎進入許茹芸的夜世界

## 曲目

### CD 1
1、我愛夜（新歌）（編曲Mix白光《秋夜》）
曲：藍又時；詞：姚謙；編曲：李雨寰；製作人：陳珊妮
秋夜；曲：楊彥歧；詞：楊彥歧
2、幸福一秒吧
曲：Jae Y.Chong；詞：姚謙；編曲：Jae Y.Chong；製作人：許經綸
3、他們的故事
曲：Suzanne Mossan/Patrick Tucker；詞：林夕；編曲：Terence Teo；製作人：陳子鴻
原曲：Standfast 的「Carcrashes」
4、祝福了
曲：伍思凱；詞：姚謙；編曲：李雨寰；製作人：陳珊妮
5、此時快樂的代價
曲：許茹芸；詞：林夕；編曲：李雨寰；製作人：陳珊妮
6、雲且留住
曲：鄭貴昶；詞：瓊瑤；編曲：李雨寰；製作人：陳珊妮
原唱：劉文正1981年專輯《雲且留住》
7、不一樣了
曲：馬怡靜；詞：天天；編曲：徐千秀；製作人：陳珊妮
8、神話 feat. 李雨寰
曲：左宏元；詞：瓊瑤；編曲：李雨寰；製作人：陳珊妮
原唱：羅吉鎮/李碧華1982年專輯《夢的衣裳》
9、幸福的相遇（相遇西子湖）（新歌）
曲：許茹芸；詞：陳珊妮；編曲：李雨寰；製作人：陳珊妮
10、有你的天堂
曲：陳忠義；詞：陳忠義；編曲、製作人：李欣芸

### CD 2
1、眾裏尋他（《重返上海灘》片尾曲）（新歌）
曲：張亞東；詞：林夕；編曲：林海；製作人：張亞東
2、只說給你聽
曲：Kris Hoalland/Tami Palmer/Andy Willcocks；詞：姚謙；編曲：劉志遠；製作人：Jim Lee
3、標準配備
曲：陳韋伶；詞：陳韋伶；編曲：呂紹淳；製作人：Pepsi Beast
4、我倆一同飛去
曲：Dissing Lene/Gordon John；詞：范曉萱/許茹芸；編曲、製作人：M.P.T.
原曲：「Look To The Future」
5、遇見另外一個人
曲：羅文裕；詞：姚謙；編曲：黃中岳；製作人：陳子鴻
6、永恆的轉眼
曲：深白色；詞：深白色/陳珊妮；編曲：李雨寰；製作人：陳珊妮
7、信號
曲：許茹芸；詞：許茹芸；編曲：洪筠惠；製作人：Pepsi Beast
8、我怎能離開你
曲：左宏元；詞：瓊瑤；編曲：李雨寰；製作人：陳珊妮
原唱：鄧麗君1968年專輯《彩雲飛》
9、白紙黑字
曲：許茹芸；詞：方文山；編曲、製作人：龜田誠治
10、真情真美 feat. 孫楠（央視《射鵰英雄傳》片尾曲）（新歌）
曲：趙麟；詞：易茗/王修文/磊子；編曲：陳彤；製作人：趙麟

## 音樂錄影帶
1、我愛夜（首波主打）
導演：呂莉勤

2、幸福的相遇（第二波主打）
導演：張清峰 / 插畫：自由海豚